# Ajinomoto
Ajinomoto er en japansk fødevarevirksomhed, der producerer krydderier, madlavningsolier, frosne fødevarer, drikkevarer, sødemidler, aminosyrer og lægemidler.
AJI-NO-MOTO (味の素, "smagens essens") er handelsnavnet for virksomhedens oprindelige mononatriumglutamatprodukt.
Selskabets hovedkvarter ligger i Tokyo.